# Niemst
Niemst, Niemsta, Niemszczon – staropolskie imię męskie, złożone z dwóch członów: nie- (negacja) i -mst (mścić). Być może oznaczało „tego, kto poniechał zemsty” albo powstało przez negację imion z członem -Mści- (takich, jak Mścigniew albo Mścibor).